# Academia de Bellas Artes de Canarias
La Academia de Bellas Artes de Canarias fue una institución de enseñanza artística establecida en Santa Cruz de Tenerife (Tenerife, Canarias, España) por real decreto del 31 de octubre de 1849, naciendo de la Academia de Dibujo que había sido creada por el Real Consulado Marítimo y Terrestre en 1810 y la Sociedad de Bellas Artes, que ya impartía clases de escultura, pintura, arquitectura, grabado y música. La financiación corría a cargo de la Diputación Provincial y el ayuntamiento de Santa Cruz de Tenerife. Sus clases se iniciaron el 1 de octubre de 1850, impartiéndose únicamente la enseñanza de dibujo, por Lorenzo Pastro de Castro, hasta la incorporación de Fernando Estévez cuatro meses después. El primer director de la academia fue Lorenzo Pastor de Castro, hasta su jubilación en 1860, siendo su sucesor Nicolás Alfaro Brieva. En 1862 alcanzó los 1.993 alumnos. Debido al incumplimiento de la financiación del material por parte del ayuntamiento de Santa Cruz, la academia se ve obligada a cerrar en 1856, clausurándose definitivamente en 1869.